# 182. Reserve-Division (Wehrmacht)
Die 182. Reserve-Division war ein Großverband des Heeres der deutschen Wehrmacht im Zweiten Weltkrieg.

## Divisionsgeschichte

### 182. Division
Die Division wurde am 7. November 1939 als Ersatz-Division in Lodz für den Wehrkreis XXI aus Teilen des Ersatztruppen 2./XII aufgestellt und Ende des Jahres umbenannt.

### Division Nr. 182
Die Umbenennung erfolgte in Division Nr. 182 und diese wurde im August 1940 nach Koblenz in den Wehrkreis XII verlegt. Mitte 1941 wurde die Division nach Nancy verlegt.

### 182. Reserve-Division/Division Gümbel
Ab Juli 1942 folgte die Inmarschsetzung der Alarmeinheiten der Division in die Nähe von Paris nach Dravail. Sie wurde sowohl 182. Reserve-Division als auch nach dem Divisionskommandanten Division Gümbel benannt.

### 182. Reserve-Division/Division Karl
Dis Division Karl wurde am 3. August 1942 nach Auray in die Bretagne in Marsch gesetzt. Aus dieser ging im März 1943 die 282. Infanterie-Division hervor.

### 182. Reserve-Division
Die restlichen Einheiten der Division Karl bildeten eine schlecht ausgestattete Trainings-Division. In den Kämpfen im Anschluss an die alliierte Landung in der Normandie im Sommer 1944 wurde der Verband vollständig aufgerieben. Am 12. August 1944 sollten die Reste der Division für eine Auffrischung der 243. Infanterie-Division herangezogen werden, was aber nicht durchgeführt wurde.
Mitte Oktober 1944 wurde eine neue 182. Reserve-Division in der Slowakei aufgestellt. Am 1. April 1945 wurde der Verband umgegliedert und in 182. Infanterie-Division umbenannt.

### 182. Infanterie-Division
Die Division war bis Kriegsende in der Slowakei für die Heeresgruppe Süd und der 8. Armee unterstellt aktiv.

## Kommandeure
- Generalmajor Friedrich Bayer: von der Aufstellung bis Ende April 1940
- Generalleutnant Hans von Basse: von April 1940 bis Mai 1941
- Generalleutnant Franz Karl: von Mai 1941 bis Anfang Juni 1942
- Generalmajor Karl Gümbel: von Anfang Juni 1942 bis Anfang August 1942
- Generalleutnant Franz Karl: von Anfang August 1942 bis Ende September 1942
- Generalmajor Paul Lettow: von Ende September 1942 bis Anfang Dezember 1942
- Generalmajor Otto Schilling: von Anfang Dezember 1942 bis Ende März 1944
- Generalleutnant Richard Baltzer: von Ende März 1944 bis zur Auflösung

## Gliederung
1940/1941
- Infanterie-Ersatz-Regiment 79 (Lodz, später Koblenz und Nancy) mit Bataillone 208, 212, 226
- Infanterie-Ersatz-Regiment 246 (Pleschen, später Trier und Luxemburg) mit Bataillone 313, 352, 404, Mitte 1942 an die Division Nr. 172
- Infanterie-Ersatz-Regiment 263 (Sieradz, später Idar-Oberstein und Commercy) mit Bataillone 463, 483, 485, bis zur Auflösung Anfang 1944
- Artillerie-Ersatz-Regiment 34 (Ostrowo, später Koblenz und Verdun) mit Abteilungen 179, 246, 263
- Pionier-Ersatz-Bataillon 34 (Leslau, später Koblenz und Nancy)

1942 als Division Gümbel und als Division Karl
- Infanterie-Division A (Sturt), später Grenadier-Regiment 848 bei der 282. Infanterie-Division
- Infanterie-Division B (Plehn), später Grenadier-Regiment 849 bei der 282. Infanterie-Division
- Artillerie-Regiment Simon, später Artillerie-Regiment 282 bei der 282. Infanterie-Division
- Radfahr-Schwadron 1082
- Panzerjäger-Kompanie 1082
- Pionier-Kompanie 1082

1943 als 182. Reserve-Division
- Reserve-Grenadier-Regiment 79
- Reserve-Grenadier-Regiment 112
- Reserve-Grenadier-Regiment 263
- Reserve-Grenadier-Regiment 342
- Reserve-Artillerie-Bataillon 34
- Radfahr-Kompanie 1082
- Panzerjäger-Kompanie 1082
- Reserve-Pionier-Bataillon 34
- Nachrichten-Kompanie 1082